# 19612 Noordung
19612 Noordung este un asteroid din centura principală de asteroizi.

## Descriere
19612 Noordung este un asteroid din centura principală de asteroizi. A fost descoperit pe 17 iulie 1999 la Črni Vrh de Observatorul din Črni Vrh. Asteroidul prezintă o orbită caracterizată de o semiaxă mare de 2,38 ua, o excentricitate de 0,12 și o înclinație de 5,9° în raport cu ecliptica.